# Жеповци
Жеповци  (словен. Žepovci) је насељено место у општини Апаче у североисточној Словенији, која  припада Помурској регији.
Насеље се налазе на надморској висини 223,6 м површине 4,98 км². Приликом пописа становништва 2011. године Жеповци су имали 396 становника

## Културна баштина
Месна црква са звоником изнад улаза, посвећена Успењу Пресвете Богородице, саграђена је у другој половини 19. века, а звоник је додат касније. Капелица је непокретно култирно добро Словеније. Поред овог у насељу се налази још 7 заштичених културних добара:Стара школа, Влашка капелица, кућа бр.45 подигнута средином 19. кућа бр. 4 и вила бр 6 из 1900. године, споменик куги на путу Апаче—Чрнци. 